# 愛が止まらない 〜ターン・イット・イントゥ・ラヴ〜
「愛が止まらない 〜ターン・イット・イントゥ・ラヴ〜」 (Turn It into Love) は、オーストラリアのシンガーソングライター、カイリー・ミノーグの楽曲である。

## 概要
1988年7月4日に発売されたカイリー・ミノーグのデビューアルバム『ラッキー・ラヴ』に収録。
同年12月21日に日本限定でシングルカットされた。このシングル版については「日本における動向」の小節参照。

### 日本における動向
『ラッキー・ラヴ』の日本版は、原版より20日ほど遅く、1988年7月25日にアルファレコードより発売されたが、ここでは表題曲に「愛に走れ」という邦題が付されている。
同年11月16日にWinkが「愛が止まらない 〜Turn it into love〜」のタイトルでこの曲のカバーをリリースするが、その1ヶ月余り後の12月21日に本曲が日本限定でシングルカットされ、Wink版と同じ「愛が止まらない」の邦題を付されてアルファレコードより発売された。
その後、ヒット曲となったWink版との相乗効果もあってか、オリコンチャートにおいて1989年1月30日付より4月3日付まで10週にわたり洋楽シングルの1位となっている。
1989年度の日本音楽著作権協会（JASRAC）発表による楽曲別の著作権使用料分配額（外国作品）では年間1位にランクインされ、1990年のJASRAC賞（外国作品賞）を受賞した。
なお、日本では1988年9月24日に発売されたヘイゼル・ディーンのバージョンが原曲だとされることがあるが、誤りである。詳しくは英語版 "Turn It into Love" および "Hazell Dean" の項を参照。

## トラック・リスト
- レコード/CDシングル

1. "Turn It into Love" – 3:35
2. "Made in Heaven" – 3:24

## カバー
※発表順
- ヘイゼル・ディーン（英語版）（イギリスの女性歌手）〔1988年〕
1988年9月24日、EMIよりシングルとして発売。イギリスのシングルチャートでは最高21位を記録[5]。
- Wink〔1988年〕
1988年11月16日、ポリスターよりシングルとして発売。日本では1989年において62.95万枚を売り上げたヒット曲で、後には、西城秀樹を始めとして多数のWink版のカバーが派生しているほか、とんねるずによるパロディ曲「淋しい病気が止まらない」も世に出ている。詳しくは「愛が止まらない 〜Turn it into love〜」の項参照。
- Echo（中国語版）（香港の女性デュオ）〔1990年〕
広東語カバー。同言語でのタイトル「准許我愛你」。Echoのアルバム『准許我愛你』（香港・豐藝唱片、1990年3月）に収録。同アルバム『你是愛我還是需要我』（台湾・科藝百代、1991年）に北京語版を収める。
- Yoo Yoo〔1990年〕
Wink版のカバーではあるが、英語の原詞による歌唱であるため、原曲のカバーともなっている。1990年11月25日、ポリスターよりシングルとして発売。後に、Yoo Yooのアルバム『BEST OF WINK』（ポリスター、1991年11月25日）、同じく『WINK COLLECTION』（ポリスター、1992年9月26日）に収録。
- Dream〔2003年〕
同グループのメンバー・長谷部優が別の日本語詞を付し、「Turn It Into Love」としてグループで歌唱。Dreamのアルバム『dream world』（avex trax、2003年2月26日）に収録。
- ノエル・アクショテ（フランスのギタリスト）〔2007年〕
ギター・インストゥルメンタル。ノエル・アクショテのアルバム『ソー・ラッキー（フランス語版、英語版）』（Winter & Winter、2007年8月30日）に収録。
- セイム・ディファレンス（英語版）（イギリスの兄妹デュオ）〔2008年〕
同デュオのアルバム『ポップ（英語版）』（Syco Records、2008年12月1日）に収録。
- GILLE〔2014年〕
Wink版のカバーではあるが、英語の原詞による歌唱であるため、原曲のカバーともなっている。GILLEのアルバム『I AM GILLE. 3 〜70's&80's J-POP〜』（UNIVERSAL J、2014年4月9日）に収録。